# Aploinsufficienza

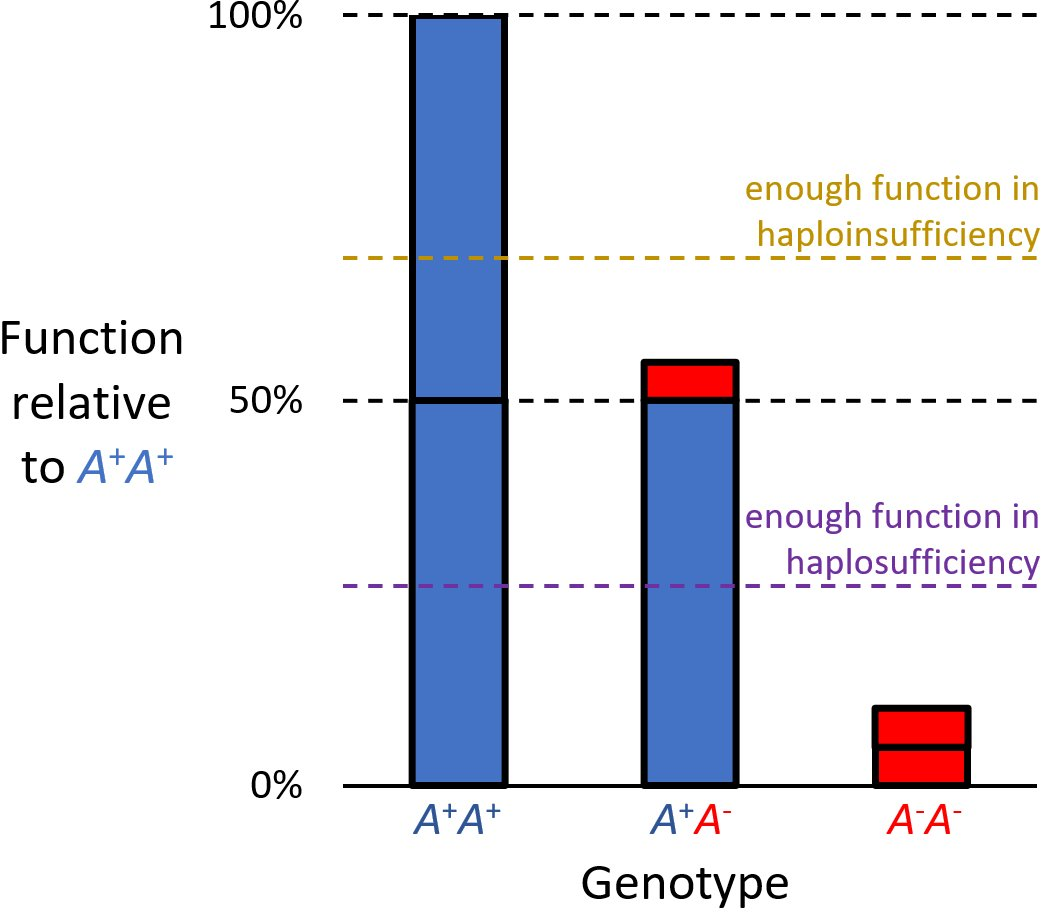
Aplosufficienza e aploinsufficienza nelle patologie a carattere dominante: A^{+} è un allele normale. A^{−} è un allele mutato, con capacità di codifica ridotta drasticamente. Nel caso dell'aplosufficienza (che riguarda la maggior parte dei geni), un singolo allele normale consente di ottenere un sufficiente quantitativo di prodotto codificato, così gli individui con genotipo A^{+}A^{−} sono sani. Nell'aploinsufficienza, la somma tra il prodotto dell'allele normale e quello dell'allele mutato non è sufficiente a dare un fenotipo normale, così gli individui aventi genotipo A^{+}A^{−} risultano affetti da una malattia genetica

In genetica è chiamata aploinsufficienza una dinamica che riguarda un gene dominante di un organismo diploide, secondo la quale un allele wild type in un locus, se presente in condizioni di eterozigosi con una variante di quello stesso allele, è insufficiente a costituire un fenotipo wild type. L'aploinsufficienza può derivare da una mutazione "loss-of-function" ereditata da uno dei due genitori, oppure da una mutazione occorsa de novo nell'individuo, che provoca una perdita parziale o totale dell'attività e della funzionalità del prodotto codificato da quel gene (si tratta generalmente di una proteina). Nonostante l'allele wild type, dominante, codifichi per una normale quantità di prodotto, la somma del prodotto codificato dall'allele wild type e dall'allele mutato è insufficiente a garantire un fenotipo standard; tale genotipo eterozigote può condurre ad un fenotipo non-standard, svantaggioso o che può perfino costituire un quadro sindromico.
Nel caso dell'aplosufficienza (che riguarda la maggior parte dei geni del DNA umano), invece, l'allele contraddistinto da "loss of function" agisce come nel caso dell'aploinsufficienza, ma la somma della quantità di prodotto codificata dall'allele standard e la quantità di prodotto codificata dall'allele mutato è comunque sufficiente a garantire un fenotipo normale, non evolutivamente svantaggioso; benché anche in tal caso il genotipo sia eterozigote, il fenotipo dell'individuo avrà quindi le stesse caratteristiche del fenotipo di un individuo omozigote per il gene con allele wild-type, seguendo la dinamica classica della dominanza genetica.

## Meccanismo
L'alterazione del dosaggio di un gene (ossia il numero di copie di quel gene presenti nell'intero genoma), che è causata dalla perdita di un allele funzionale, è chiamata anche insufficienza allelica. Un esempio di ciò è visibile nella sindrome di Williams, che si manifesta con ritardo globale dello sviluppo e che è causata da un'aploinsufficienza dei geni del locus 7q11.23, sul braccio lungo del cromosoma 7. In questo caso, la delezione di circa 1,6 milioni di basi nucleotidiche porta a una diminuzione di 28 copie dei geni localizzati in quella porzione genomica e che hanno un ruolo fondamentale nello sviluppo del linguaggio e delle facoltà cognitive.
Un altro esempio di aploinsufficienza riguarda la telomerasi-trascrittasi inversa, la cui eterozigosi con un allele patogenico causa una discheratosi congenita ad insorgenza precoce: si tratta di una malattia rara che comporta anomalie della cute, insufficienza midollare, fibrosi polmonare e un aumento del rischio di sviluppare neoplasie; il dosaggio della telomerasi, diminuito in questo caso da determinate mutazioni a carico di un allele, porta a una disregolazione della proliferazione dei tessuti organici.
Determinate mutazioni del gene PRPF31 producono un'aploinsufficienza che causa una forma autosomica dominante di retinite pigmentosa. Ci sono in questo caso due alleli wild type: uno ad alta espressività e uno a bassa espressività. Se il gene mutato è ereditato con l'allele ad alta espressività, il fenotipo dell'individuo risulta normale. Se, invece, la mutazione è ereditata con l'allele a bassa espressività, i livelli di proteina prodotta dal gene scendono sotto il minimo in grado di garantire un fenotipo normale, dunque l'individuo risulta malato.
Un'ampia variazione del dosaggio genico (cioè del numero di copie di un gene all'interno del genoma) è causata dai riarrangiamenti genomici, che constano solitamente di delezioni o di inserzioni e che avvengono seguendo una dinamica di ricombinazione omologa non allelica. Nel caso della sindrome di Williams, la ricombinazione coinvolge il gene ELN, che codifica per l'elastina; la conseguente emizigosi dell'elastina è responsabile di una stenosi aortica sopravalvolare, che rende difficoltoso l'efflusso del sangue dal ventricolo sinistro del cuore nell'aorta.

## Metodi di indagine
Il modo migliore per individuare un'aploinsufficienza è la delezione eterozigotica di un allele in un organismo; ciò può essere effettuato in laboratorio studiando una coltura cellulare tissutale, oppure in microrganismi unicellulari, come il lievito Saccharomyces cerevisiae.

## Risvolti patogenici
Circa 3 000 geni sono soggetti ad aploinsufficienza in caso di perdita della funzionalità di uno dei due alleli; tra le patologie associate ad aploinsufficienza si annoverano alcuni tipi di neoplasie, la sindrome da delezione 1q21.1, una particolare forma di sindrome mielodisplastica, la malattia di Darier, la sindrome di DiGeorge, la sindrome CHARGE, la disostosi cleidocranica, la sindrome di Ehlers-Danlos, la demenza frontotemporale (quando è causata da alterazioni della progranulina), la sindrome di DeVivo, l'aploinsufficienza del gene A20, l'oloprosencefalia causata da insufficiente produzione della proteina sonic hedgehog, la sindrome di Holt-Oram, la sindrome di Marfan, la sindrome di Naegeli-Franceschetti-Jadassohn, la sindrome di Nager, la sindrome di Phelan-McDermid, la sindrome di Smith-Magenis, la polidattilia e la sindrome di Dravet.